# Cody Horn
Cody Harrell Carolin (Los Ángeles, California; 12 de junio de 1988), más conocida por su nombre de soltera, Cody Harrell Horn. Es una actriz, músico y modelo estadounidense. Ganadora del premio Futures de la Asociación de Medios Ambientales (EMA, por sus siglas en inglés) por su trabajo como activista ambiental.

## Vida y carrera
Cody Horn nació en Los Ángeles, California. Es la hija de Cindy Harrell, una exmodelo y actriz, y Alan Frederick Horn, copresidente y director creativo de The Walt Disney Studios.
Cody tiene un título de posgrado de la Harvard-Westlake School, una escuela preparatoria independiente y mixta de Los Ángeles, de donde se graduó en el año 2006. Se tituló en filosofía por la Gallatin School de la Universidad de Nueva York.
Ha hecho apariciones en televisión en series como Rescue Me donde interpreta a Emily, la novia de Sean Garrity. Fue estrella invitada en 3 episodios de la séptima temporada de la versión estadounidense de The Office, en donde interpreta a Jordan Garfield, la asistente del nuevo Gerente Regional.
Comenzó a actuar en largometrajes en 2010 con cintas como Twelve (en la que interpreta de Alyssa), y Flipped (donde interpreta a Lynetta Loski). Para la película End of Watch (2012) (en la que interpreta a la oficial Davis) tuvo un entrenamiento policíaco en una academia de policía real. Su papel más famoso a la fecha es en la película Magic Mike (2012), en la que interpreta a Brooke.
Ha trabajado como modelo para marcas como Abercrombie & Fitch y Ralph Lauren. Horn también ha colaborado en el ambiente musical como tecladista en la banda Reserved for Rondee. Cody Horn aparece en el video musical de The Capri Sons: Long Distance Relationship.
A sus 30 años decide alejarse completamente de la actuación y comienza a dedicarse a llevar a cabo proyectos para ayudar a las personas.
A inicios de la década de 2020, Cody revela en su cuenta de instagram el haberse casado con el productor de cine y guionista Reid Carolin, por lo que adopta el nombre de Cody Carolin.

## Filmografía

### Cine
| Cine | Cine                    | Cine                    | Cine                     | Cine                     | Cine |
| Año  | Título                  | Título                  | Título                   | Rol                      |      |
| Año  | Título original         | Título en España        | Título en Hispanoamérica | Rol                      |      |
| ---- | ----------------------- | ----------------------- | ------------------------ | ------------------------ | ---- |
| 2010 | Worst Friends           | Worst Friends           | Worst Friends            | Lily                     |      |
| 2010 | Flipped                 | Flipped                 | Mi primer amor           | Lynetta Loski            |      |
| 2010 | Twelve                  | Twelve                  | Twelve                   | Alyssa                   |      |
| 2010 | Dead Hands Cortometraje | Dead Hands Cortometraje | Dead Hands Cortometraje  | Sophie                   |      |
| 2010 | Occupant                | Occupant                | Occupant                 | Sharleen                 |      |
| 2011 | Violet & Daisy          | Violet & Daisy          | Violet & Daisy           | Barbie Sunday            |      |
| 2012 | Magic Mike              | Magic Mike              | Magic Mike               | Brooke                   |      |
| 2012 | End of Watch            | Sin tregua              | Último turno             | Oficial de policía Davis |      |
| 2014 | Worst Friends           | Worst Friends           | Worst Friends            | Lily                     |      |
| 2015 | Demonic                 | Demoníaco               | Demoníaco                | Michelle                 |      |
| 2015 | Burning Bodhi           | Burning Bodhi           | Burning Bodhi            | Ember                    |      |
| 2017 | A Change of Heart       | A Change of Heart       | A Change of Heart        | Teddy                    |      |
| 2018 | Ask for Jane            | Ask for Jane            | Ask for Jane             | Janice                   |      |

### Televisión
| Año  | Filme        | Rol             | Notas        |
| ---- | ------------ | --------------- | ------------ |
| 2010 | Rescue Me    | Emily           | 10 episodios |
| 2011 | White Collar | Brooke          | 1 episodio   |
| 2011 | The Office   | Jordan Garfield | 3 episodios  |